# Something Inside So Strong
Something Inside So Strong è un album in studio del musicista statunitense Kenny Rogers, pubblicato nel 1989.

## Tracce
1. Planet Texas – 4:51 (John Andrew Parks III)
2. (Something Inside) So Strong – 5:00 (Labi Siffre)
3. If I Knew Then (What I Know Now) (featuring Gladys Knight) – 3:54 (Richard Butler, Robert Byrne)
4. One Night – 4:38 (Mike Reid, Troy Seals)
5. There Lies the Difference – 4:23 (Pat Bunch, Steve Dorff)
6. If I Ever Fall in Love Again (featuring Anne Murray) – 3:36 (Dorff, Gloria Sklerov)
7. When You Put Your Heart in It – 3:41 (James Patrick Dunne, Austin Roberts)
8. The Vows Go Unbroken (Always True to You) – 3:31 (Gary Burr, Eric Kaz)
9. Maybe (featuring Holly Dunn) – 3:29 (Bill Rice, M. Sharon Rice)
10. Love the Way You Do (featuring Ronald Isley) – 7:49 (Kye Fleming, Richard Kerr)